# Música incaica

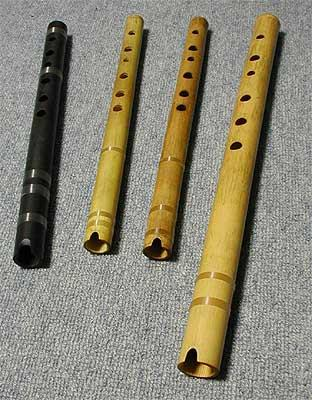
La quena, es tal vez (junto con la zampoña) el instrumento más representativo de la música inca.

La música incaica es la música cultivada por los incas, mayormente durante el Tahuantinsuyo. A la par con la danza, desempeñaba un papel importante en la sociedad andina incaica, esto va desde la literatura, la música y el baile. Existía música amorosa, guerrera, fúnebre y agrícola. La música inca se componía de cinco notas musicales.
Los habitantes de las sociedades incaicas contaron con diversos instrumentos musicales de viento y percusión entre los que se encuentran: la quena, la tinya, el calabacín, la zampoña, el wankar y la baqueta. La música incaica era de las más desarrolladas de las músicas prehispánicas.

## Características y evolución
La música inca era pentatónica (do, re, mi, sol, la), según señalaron en un principio los esposos R. y M. D'Harcourt.
El pentatonismo incaico no se encuentra necesariamente en otras civilizaciones u otros pueblos de América del Sur: André Sas demostró que los nazcas poseían antaras cromáticas como se puede observar y constatar en los museos de Nasca, del Perú y del mundo además de investigaciones de distinguidos musicólogos. Los musicólogos Salas y Pauletto observaron que «La mayoría de los aborígenes americanos parece emplear esta escala defectuosa, aunque algunos del Amazonas y sur de Chile escapen a esta influencia incaica».
Refiriéndose a la música incaica y su evolución, Salas y Pauletto opinan que: 

«En las monodias indígenas del período precolombino, (...) la línea melódica, generalmente extensa, posee una gran libertad. No es difícil encontrar en ella grandes intervalos; de séptima, de décima y aún mayores. En cuanto a la armonía, la monodia incaica pura se abstiene completamente de ella. Los aires indios son efectuados al unísono, aún en los casos en que intervienen muchos instrumentos o individuos cantantes.»

La música era de ritual y de múltiples expresiones, manifestándose especialmente en la danza. Los mencionados musicólogos precisan que: 

«A juzgar por las numerosas citas que hacen los cronistas, las fiestas y las danzas fueron muy comunes entre los antiguos quechuas. Se destacan en primer lugar las grandes fiestas periódicas, que celebraba el pueblo de toda la nación, en presencia de los más altos dignatarios imperiales. (...) 
Estaban también muy arraigadas en el ambiente indígena las fiestas agrícolas o del trabajo rural las del cultivo de las tierras sagradas del Sol; etc. (...) En otro lugar hemos mencionado a las danzas guerreras de los Tahuantinsuyanos, poniendo además un ejemplo de ellas. Este tipo de danza era reservado para los hombres que intervenían en ellas luciendo armas de combate al son de una música apropiada a las circunstancias.»

Este arte era sumamente sentimental, melancólico y monótono: 

«Como resultado de la conquista, por la presencia de mestizajes, el carácter melancólico de los aires nativos se acentuó aún más. (...) La música, reflejo del alma, transparenta el dolor de una raza vencida. La conquista implica para el indio una situación de inferioridad con respecto al hombre blanco, que no puede dejar de experimentar, dada su característica sensibilidad. La prepotente voluntad del español no le deja otro recurso que quejarse al viento en sus melodías, que se tornan por ello aún más sentimentales que antes. El mestizo también se siente un ser inferior, que los blancos desprecian; por eso vibra en sus labios la queja de profunda tristeza.»

## Instrumentos musicales
Ya a principios del siglo XX señalaron Salas y Pauletto que: 

«El instrumental usado en el antiguo Tahuantinsuyo es actualmente una de la fuentes de estudio más importantes para las investigaciones científicas que se realizan con el objeto de conocer con exactitud el adelanto musical del Imperio de los Incas. Muchísimos instrumentos de innegable antigüedad se han hallado en las ruinas del altiplano andino, y hoy se estudian con detenimiento.

Ellos constituyen un conjunto sumamente variado, en donde se observan no pocas veces semejanzas con instrumentos de otras civilizaciones de América. (...) El indio lo elaboró para que respondiera a sus necesidades musicales, utilizando para ello materiales que creyó convenientes; huesos, piedras, vegetales, arcilla, etc. Los sonidos que de ellos obtenían los indios se prestaban, más que los de ningún otro instrumento perfeccionado, para la expresión de la música autóctona. Se contaron entre ellos, durante el período precolombino, numerosas variedades de viento y de percusión. Recién después de la conquista hispánica los indios fabricaron instrumentos de cuerda.»

Los incas tuvieron instrumentos de viento y percusión, no conociendo los instrumentos de cuerda, estos instrumentos musicales han sido motivo de estudios muy profundos por parte de Arturo Jiménez Borja, Policarpo Caballero y por estudiosos franceses. El arqueólogo peruano Federico Kauffmann Doig clasifica los instrumentos musicales incas en tres tipos:

### Instrumentos aerófonos
Eran aquellos instrumentos que para poder ser ejecutados se utilizaba el aire por acción humana, dentro de los cuales encontramos:
- Flautas: Las cuales fueron confeccionadas con materiales propias de las zonas de quienes las ejecutaban, como cañas de carrizo, huesos y cerámica.
- Quena: Instrumento de uso muy generalizado, del cual se confeccionaban de distintas formas y materiales, siendo el más típico el longitudinal de una sola pieza con varios agujeros y abierta en ambos extremos.
- Pincullo: Era una especie de flauta de gran tamaño, la cual se confeccionaba con cerámica, siendo adornada con motivos y colores propios del ayllu o región.
- Antara: Es un instrumento musical cuyo uso sigue siendo muy extendido entre los músicos de los Andes. Este instrumento es conocido también como “flauta de pan” o “zampoña”. Se confeccionaba con cañas de carrizo y huesos. También se elaboraba con arcilla.
- Pututo: Instrumento musical confeccionado de un caracol marino, el cual estaba agujereado en la base por donde se sopla. Emitía sonidos profundos, siendo un instrumento muy utilizado por los chasquis, para enviar mensajes y como señal de guerra.
- Quepa o erke: Este instrumento musical estaba confeccionado con una calabaza agujerada en forma de mate.
- Manchaypuito: Una especie de cántaro hecho de barro, el cual consistía de dos flautas fabricadas con fémures humanos, y con el cual se podía entonar una melodía triste.

### Instrumentos membranófonos
Dentro de esta clase de instrumentos tenemos los tambores, los cuales fueron confeccionados con el cuero de los animales y otros fabricados con la piel del vientre del enemigo vencido; también eran usados los huesos largos de los brazos o de las piernas con los que golpeaban el tambor. Podemos distinguir dos tipos de tambores:
- Tinya: Este tipo de tambor era pequeño, el cual era usado principalmente en las faenas del campo.
- Huancar: Eran tambores más grandes, que eran utilizados en las guerras o en los grandes bailes.

### Instrumentos idiófonos
Instrumentos que eran de suma importancia en las danzas, ya que eran utilizados para seguir el compás de estas danzas. Entre este tipo de instrumentos podemos distinguir:
- Sachas: Que eran cascabeles de metal o de pepa. Estas sachas se colocaban en las rodillas.
- Sonajas: Estos instrumentos eran colocados en las muñecas.
- Bastones con sonajas: Estos instrumentos servían para seguir el ritmo tanto de la música como de la danza.

La ejecución de los números musicales iban de la mano con las danzas y eran frecuentes en la vida diaria. La música incaica estaba referida a diversos aspectos y actividades como la agricultura, religión, guerra y fiestas diversas. La música variaba según la región o provincia y podemos decir que constituye la base del folclore andino.

## Formas musicales de origen incaico
- Harawi: Posteriormente a la conquista se transformó en yaravíes:[7] «canción amorosa, es la expresión más bella y más pura del arte indio. Música suave y melancólica, de la impresión de perfumar el ambiente con su tristeza.»[8] Su texto narraba la ingratitud de la amada, la ausencia de la penas de amor.[9]
- Huayno: «Comprende aires indios compuestos para las danzas en un compás de 2|4.»[10] «Se conocen también el wayno-pasacalle y el huayno triste, más lentos y más graves.»[11] Actualmente toma diversas denominaciones según la región (wayno, chuscada, qachwa, etc.), aunque estas hacen más referencia al baile que a la melodía.
- Trilla-takiy: Eran canciones ejecutadas durante la trilla.